# Hostili Firmí
Hostili Firmí (en llatí: Hostilius Firminus) va ser un militar romà que va viure al segle i dC. Tenia el rang senatorial. Segurament formava part de la gens Hostília.
Va ser legat de Mari Prisc, procònsol de la província romana d'Àfrica durant el regnat de l'emperador Trajà. Es va veure embolicat en les acusacions que es van fer contra el procònsol l'any 101 per extorsió i crueltat i encara que no va ser degradat del rang de senador, hom li va prohibir l'exercici de les seves funcions senatorials.